# Calgary Roughnecks
O Calgary Roughnecks é um clube profissional de box lacrosse, sediado em Calgary, Canadá. O clube disputa a National Lacrosse League.

## História
A franquia foi fundada em 2001, para disputar National Lacrosse League.